# Hehlenriede
Die Hehlenriede ist ein etwa 13 Kilometer langer Bach auf der Papenteicher Hochfläche mit einem etwa 80 km² großen Einzugsgebiet westlich der Stadt Wolfsburg und südöstlich der Stadt Gifhorn. Der Bach mündet in den Allerkanal und gehört zum Flusssystem der Aller.

## Topographie
Der Bach entsteht bei Wedelheine und strebt nordwärts dem Gut Martinsbüttel zu. Am südöstlichen Ortsrand von Wasbüttel mündet von Südwesten die Horenriede. Die Hehlenriede fließt danach etwa einen Kilometer in nördlicher Richtung zwischen dem östlichen Ortsrand Wasbüttels und dem Elbe-Seitenkanal. In seinem Oberlauf dient der Bach auch zwei Klärteichen als Vorfluter. Südlich der Kanalbrücke der L292 zwischen Calberlah und Isenbüttel mündet die Edesbütteler Riede in die Hehlenriede. Der Bach knickt hier nach Nordwesten ab und fließt nördlich an Isenbüttel vorbei in Richtung der Stadt Gifhorn. Bei Isenbüttel mündet mit der Gravenhorster Riede ein weiterer Bach in die Hehlenriede. Unterhalb des Orts durchfließt sie das Wiesengebiet Foßkohli und nimmt den Ablauf der Kläranlage Isenbüttel auf. Bei der ausgebauten Bundesstraße 4 ist der ursprüngliche Bachlauf unterbrochen, die Hehlenriede wird östlich der Straße direkt zum  Allerkanal geführt, in den sie beim Gewerbegebiet mündet.
Vor dem Bau des Allerkanals bis 1860 verlief der Bachlauf noch weiter durch Winkel bis zur ehemaligen Mündung in die Aller bei Brenneckenbrück (Müden). Dieser Teil des früheren Bachlaufs wurde in den 1860er Jahren beim Bau des Kanals in diesen integriert. Der frühere Bachlauf zwischen der B4 und dem Allerkanal, der nicht so geradlinig verläuft, wird in den amtlichen Karten als Alte Hehlenriede geführt und nimmt die Rötgesbütteler Riede und die Vollbütteler Riede auf.

## Nebenflüsse

### Edesbütteler Riede
Die Edesbütteler Riede (GKZ 481842) ist ein rechter Nebenfluss der Hehlenriede mit einer Länge von 3,6 km und einem Einzugsgebiet von 10,44 km². Der Bach entsteht östlich von Wettmershagen durch den Zusammenfluss mehrerer kleiner Bäche und Entwässerungsgräben. Quellen dieser Bäche sind bei  Klein Brunsrode (Westersiek Riede), Jelpke (Jelbkerbach, GKZ 4818422), Essenrode (Essenroder Riede, GKZ 4818424) und Grassel (Brunsbüttelerriede, GKZ 4818426). Von Wettmershagen fließt der Bach in westlicher Richtung und dükert zwischen Edesbüttel und Calberlah nacheinander den Mittellandkanal und zweimal den Elbe-Seitenkanal. Danach mündet die Edesbütteler Riede direkt nach einem Bogen in die Hehlenriede.

### Rischmühlenriede
Die Rischmühlenriede, auch Gravenhorster Riede (GKZ 481844) genannt, ist ein linker Nebenfluss der Hehlenriede mit einer Länge von 5,2 km und einem Einzugsgebiet von 15,69 km² (Wasserkörper 14031). Der Bach entsprang ursprünglich südlich von Meine bei Abbesbüttel und durchquerte Meine etwa 20 Meter westlich der Kirche als Dorfbach. In Meine folgt der Badeweg dem Verlauf der Riede unmittelbar nördlich der Hauptstraße, die unterhalb des Weges kanalisiert worden ist. Nach Verrohrungsmaßnahmen entspringt sie gegenwärtig an einem Acker nordöstlich von Meine und fließt in nordöstlicher Richtung zwischen Ohnhorst und Gravenhorst hindurch in Richtung Isenbüttel. Direkt am Isenbütteler Rathaus mündet die Rischmühlenriede in die Hehlenriede.
Die Rischmühlenriede wurde, insbesondere im Oberlauf, künstlich vertieft und in ihrem Verlauf begradigt. Während der Bach in seinem Oberlauf durch Äcker und Grünflächen fließt, windet er sich in seinem Unterlauf kurz vor Isenbüttel durch einen kleinen Laubwald. Die Artenvielfalt an dem Bach ist nur sehr gering. Dies liegt zum Teil daran, dass die mittlerweile geschlossene Zuckerfabrik in Meine über Jahrzehnte ihre Abwässer in diesen Bach ableitete.

## Hochwasserschutz
Untersuchungen der Technischen Universität Braunschweig haben ergeben, dass das Gebiet besonders bei etwa 24-stündigen Dauerregen gefährdet ist. Zuletzt kam es im Juli 2002, Januar 2003 sowie im August 2007 zu Überschwemmungen in den an der Hehlenriede und seinen Zuflüssen liegenden Ortschaften. Als Reaktion auf das Hochwasser 2002 wurde beschlossen, im Rahmen eines Gewässerentwicklungsplanes Maßnahmen wie die Schaffung zusätzlicher Überflutungsflächen zu ergreifen.

## Flora und Fauna

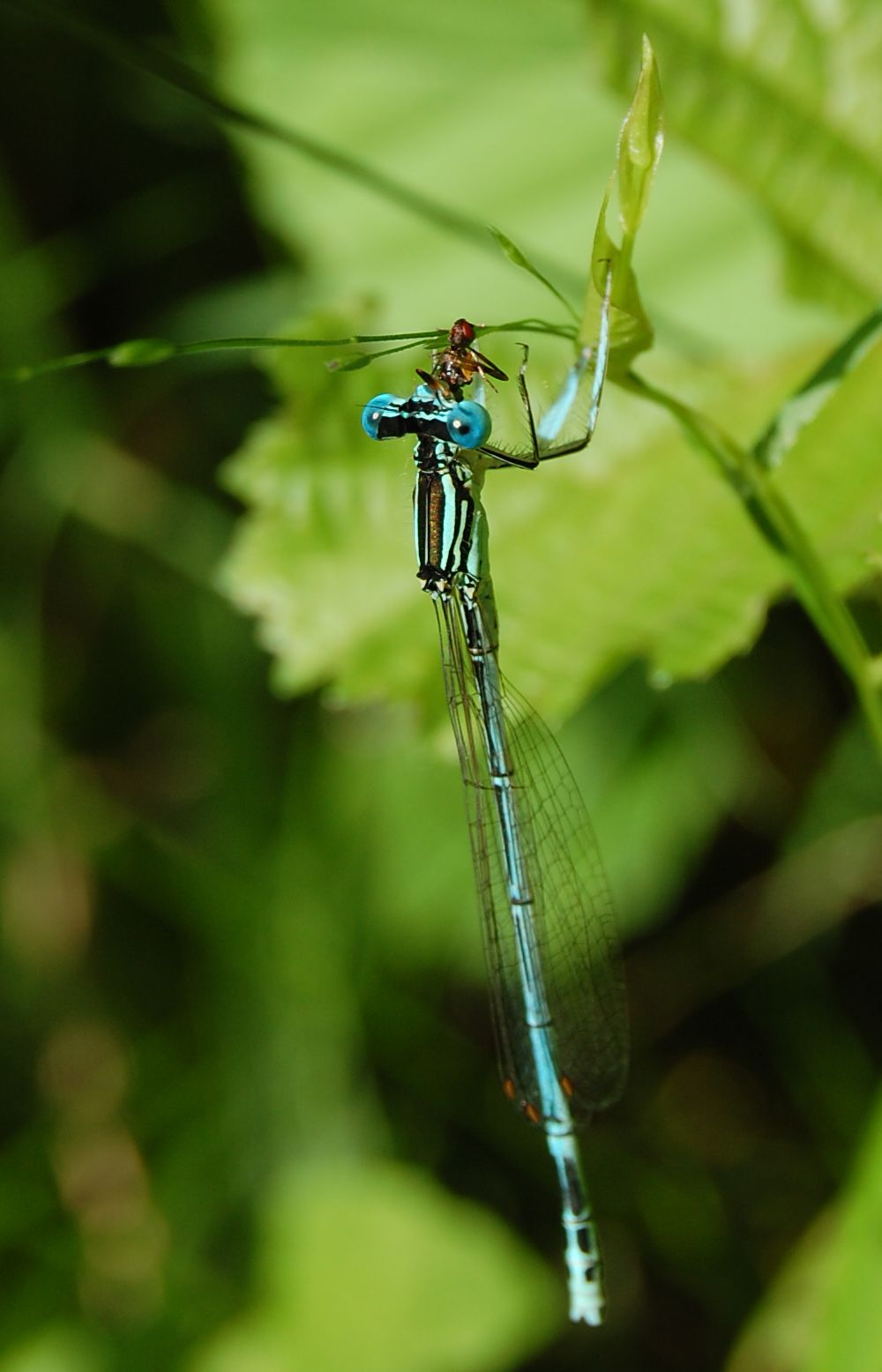
Blaue Federlibelle

Die Hehlenriede ist ein weitgehend ausgebautes und begradigtes Gewässer. Der Bach läuft größtenteils durch Grünflächen und wird nur in wenigen Bereichen durch Gehölze beschattet. Der Unterlauf wurde linksseitig mit Erlen bepflanzt. Deren Wurzelwerk hat mittlerweile die Gewässersohle erreicht. Der Gewässergrund besteht, wie in der Lüneburger Heide üblich, aus Sand und feinem Kies.
Fließwasserorganismen fehlen in der Hehlenriede und ihren Nebenbächen weitgehend. Trotzdem finden sich zehn Tierarten, die auf der Roten Liste des Landes Niedersachsen geführt werden:
- drei verschiedene Arten Köcherfliegen
- zwei verschiedene Arten Langtasterwasserkäfer
- eine Unterart der Blasenschnecken
- eine Unterart der Tellerschnecken
- die Gebänderte Prachtlibelle
- die Gemeine Keiljungfer
- die Blaue Federlibelle

## Gewässergüte
Der niedersächsische Gewässergütebericht von 2004 bewertet die chemische Gewässerbelastung der Hehlenriede fast im gesamten Verlauf als mäßig belastet (Güteklasse II). Die Gewässergüte-Karte des NLWKN von 2017 stuft das ökologische Potential als schlecht ein.